# شهرستان داکوتا (نبراسکا)
شهرستان داکوتا، نبراسکا (به انگلیسی: Dakota County, Nebraska) یک سکونتگاه مسکونی در ایالات متحده آمریکا است که در نبراسکا واقع شده‌است.

## خصوصیات
شهرستان داکوتا ۶۹۱٫۵۳ کیلومترمربع مساحت دارد.